# Yushugou (köpinghuvudort i Kina, Xinjiang Uygur Zizhiqu, lat 44,05, long 87,13)
Yushugou (kinesiska: 榆树沟, 榆树沟镇) är en köpinghuvudort i Kina. Den ligger i den autonoma regionen Xinjiang, i den nordvästra delen av landet, omkring 46 kilometer nordväst om regionhuvudstaden Ürümqi. Antalet invånare är 13 681. Befolkningen består av 6 329 kvinnor och 7 352 män. Barn under 15 år utgör 19,0 %, vuxna 15-64 år 75 %, och äldre över 65 år 5,0 %.
Runt Yushugou är det ganska tätbefolkat, med 62 invånare per kvadratkilometer. Närmaste större samhälle är Changji, 14,7 km öster om Yushugou. Trakten runt Yushugou består i huvudsak av gräsmarker.
Genomsnittlig årsnederbörd är 311 millimeter. Den regnigaste månaden är november, med i genomsnitt 54 mm nederbörd, och den torraste är januari, med 11 mm nederbörd.